# 9102 Foglar
9102 Foglar eller 1996 XS18 är en asteroid i huvudbältet som upptäcktes den 12 december 1996 av de båda tjeckiska astronomerna Miloš Tichý och Zdeněk Moravec vid Kleť-observatoriet. Den är uppkallad efter den tjeckiska författaren Jaroslav Foglar.
Asteroiden har en diameter på ungefär 9 kilometer.